# Markus Olsson (handbollsspelare)
Markus Olsson, född 31 mars 1990 i Karlshamn, är en svensk handbollsspelare (vänsternia). Han är vänsterhänt men skjuter med höger hand.

## Klubblagskarriär
Markus Olsson började spela handboll i Karlshamns HF, men värvades 2008 till IFK Kristianstad. Han spelade i klubben under sju år och avslutade sin sejour med att avgöra SM-finalen 2015 mot Alingsås HK. Han blev sedan handbollsproffs i Skjern Håndbold i Danmark. Största framgången var Skjerns vinst över Veszprem i Champions League. Totalt blev det 139 mål på två säsonger i Champions League. Han stannade där i tre år till 2018 och i sin sista match för klubben gjorde han det avgörande målet till 27–26 när Skjern blev danska mästare. Därefter bytte han till franska Fenix Toulouse HB.
Den 7 maj 2020 skrev han kontrakt med IFK Kristianstad, gällande 2 + 1 år från sommaren 2020. Säsongen 2021/2022 blev han uttagen i Handbollsligans All-Star Team som bästa vänsternia.
I en match i Handbollsligan mot IFK Skövde den 20 oktober 2022 blev Olsson historisk som den första spelaren att göra 1 000 mål för IFK Kristianstad i den högsta serien,. Den 29 maj 2023, i den femte och avgörande SM-finalmatchen mot IK Sävehof, gjorde han 28-23 med drygt tre minuter kvar av matchen. Det var i dubbel bemärkelse ett historiskt mål. Förutom att Olsson med det målet stängde matchen och säkrade IFK Kristianstads nionde SM-guld, så var det hans mål nr 1 824 i IFK Kristianstad och därmed passerade han Bo "Tjommen" Ahlberg som klubbens mesta målskytt genom alla tider. I en match i Handbollsligan borta mot Eskilstuna Guif den 20 mars 2025 gjorde han mål nr 2 000 i IFK. Drygt två år tidigare i samma arena mot samma motståndare den 2 mars 2023 gjorde han match nummer 400 i IFK Kristianstad. Han var med och tog Sveriges första trippel på herrsidan genom att samma säsong vinna  Handbollsligan, SM-guld och Svensk cupen med IFK Kristianstad 2023. Den säsongen 2022/2023 blev han åter uttagen i Handbollsligans All-Star Team.
Den 31 juli 2025 meddelade Markus Olsson att han avslutar sin handbollskarriär som aktiv spelare. Han benämndes både av IFK Kristianstad och Kristianstadsbladet som föreningens största spelare genom alla tider.

## Landslagsspel
Marcus Olsson spelade 42 ungdomslandskamper och gjorde då 87 mål. Han fick göra A-landslagsdebut den 19 juli 2012 när han var 22 år, då han ersatte en skadad Jonas Larholm. Olsson ingick sedan i Sveriges landslagstrupp vid VM 2015 i Qatar. Fram till VM 2015 hade Olsson spelat 17 landskamper och han var lite av en skräll i VM-truppen. Han spelade sedan också vid EM 2016 i Polen. Efter EM 2016 har han bara ingått i bruttotrupper men inte spelat i mästerskapen.

## Familj
Markus Olsson är bror till handbollsspelarna Maria Olsson och Anna Olsson. Hans far var handbollsspelare och hans farbror Lars Olsson var stor målskytt i IFK Kristianstad och Växjö HF, samt proffs i Tyskland och Spanien på 1990-talet.

## Meriter
IFK Kristianstad
- Två SM-guld (2015, 2023)
- Två SM-silver (2012, 2013)
- Två seriesegrar (2015, 2023)
- Ett cup-guld (2023)
- Två gånger uttagen i Handbollsligans All Star Team (2022, 2023)[22][23]

Skjern Håndbold
- Ett DM-guld (2018)
- Ett DM-silver (2017)
- En serieseger (2018)
- Ett cup-guld (2017)
- Ett Super Cup-guld (2017)
- Ett Super Cup-silver (2015)
- 1 gång nominerad av EHF till All Star Team i EHF Champions League[25]

## Statistik

### Klubbrekord i IFK Kristianstad
Markus Olsson har bland annat följande klubbrekord i IFK Kristianstad.
Totalt
- Flest matcher: 455
- Matcher som målskytt: 437
- Mål: 2 002

Högsta serien
- Matcher: 279
- Matcher som målskytt: 270
- Mål: 1 235

SM-slutspel
- Matcher: 66
- Matcher som målskytt: 65
- Mål: 338

EHF-cupen/European League
- Matcher: 45
- Matcher som målskytt: 42
- Mål: 167

Övrigt
- Flest mål totalt under en säsong: 283 (2022/2023)
- Flest mål i en match i SM: 14 (delas med hans farbror Lars Olsson)
- Flest mål i Kristianstad Arena: 857
- Flest matcher i Kristianstad Arena: 193
- Flest matcher som målskytt i Kristianstad Arena: 185
- Spelat i flest antal arenor: 63
- Målskytt i flest antal arenor: 61
- Gjort 100 mål på flest antal motståndarlag: 10 st